# Aljaksandar Kazulin
Aljaksandar Kazulin, Аляксандр Казулін, Аляксандар Казулін nebo také Alexandr Kozulin, Александр Козулин (* 25. listopadu 1955 Minsk) je bývalý rektor Běloruské státní univerzity, známý pak jako nezávislý kandidát v prezidentských volbách v březnu roku 2006.

## Život
Vystudoval matematiku na Běloruské státní univerzitě (BSU). V roce 1994 jej Alexandr Lukašenko jmenoval náměstkem ministra školství a o dva roky později rektorem BSU.
V prezidentských volbách 2006 vystupuje jako zcela nezávislý kandidát na prezidenta (na rozdíl od Milinkeviče, který je představitelem sjednocené opozice) a vystupoval vůči Lukašenkovi velmi kriticky, objevovaly se však i názory, že kandidoval se souhlasem Lukašenka, aby jednak odčerpal část příznivců Milinkevičovi, a jednak aby svým konfrontačním stylem přesvědčil voliče, že Lukašenko je vlastně přijatelný.
13. července 2006 byl Kazulin soudem v Minsku odsouzen na pět a půl roku a uvězněn. Pro svou účast na protestním pochodu 25. března 2006, formálně byl uznán vinným z výtržnictví a podněcování nepokojů. Amnesty International jej vede mezi vězni svědomí. 16. srpna 2008 byl propuštěn z vězení, informaci o tom přinesla jeho dcera. V roce 2010 informoval o svém úmyslu znovu kandidovat v prezidentských volbách.